# طرخشقون تركي
طرخشقون تركي (باللاتينية: Taraxacum turcicum) هو نوع نباتي يتبع جنس الطرخشقون من القبيلة الشيكورية.